# 田坂興道
田坂 興道（たさか こうどう 、1912年3月10日 - 1957年3月23日）は日本昭和時代の東洋史学者。

## 経歴
明治45年(1912年)、山口県に生まれる。東京大学文学部東洋史学科卒業。東方文化学院研究員をへて昭和30年中央大学教授となる。アラビア語、ペルシャ語などの原史料にもとづくイスラム史研究をこころざす。遺稿に「中国における回教の伝来とその弘通」。昭和32年(1957年)3月23日死去。享年45。